# Гришко Олександра Семенівна
Олександра Семенівна Гришко (нар. 1936, село Синьооківка, тепер Золотоніського району Черкаської області — ?) — українська радянська діячка, новатор виробництва, зубофрезерувальниця Черкаського машинобудівного заводу імені Петровського Черкаської області. Депутат Верховної Ради УРСР 5-го скликання.

## Біографія
Народилася в селянській родині. Закінчила середню школу.
З 1954 року — зубофрезерувальниця механічного цеху Черкаського машинобудівного заводу імені Петровського Черкаської області. Працювала одночасно на 3—5 верстатах, виконувала план на 230—250 %.

## Нагороди
- ордени
- медалі